# جامعة الزقازيق الأهلية
جامعة الزقازيق الأهلية هي جامعة أهلية غير هادفة للربح وتهتم بالتميز في التعليم والبحث العلمي وتدعمها الدولة وتوجد في مدينة العاشر من رمضان، مصر.

## النشأة
في 2 مايو 2021، قام وزير التعليم العالي والبحث العلمي بزيارة تفقدية لمقر جامعة الزقازيق الأهلية بمدينة العاشر من رمضان برفقة رئيس جامعة الزقازيق ومساعد الوزير للمشروعات القومية في إطار متابعة انتظام سير الأعمال الإنشائية في الجامعات الأهلية الجديدة.
في 23 أغسطس 2021، تفقد رئيس جامعة الزقازيق إنشاءات جامعة الزقازيق الأهلية بحضور عميد كلية الهندسة ورئيس قسم العمارة بكلية الهندسة، في إطار متابعة انتظام سير الأعمال الإنشائية في جامعة الزقازيق الأهلية.

## الموقع
جامعة الزقازيق الأهلية تقع على مساحة 44 فدان وتضم عدة مباني منها، (إدارة الجامعة- 6 مبنى أكاديمي- مبنى الورش- مبنى ريادة الأعمال والابتكار- مبنى المعامل) بالإضافة إلى الساحة الإدارية والساحة الأكاديمية والمنطقة الترفيهية، وتضم مباني الكليات مدرجات وفصول تدريب ومعامل وورش تدريب ومكاتب إدارية.

## البرامج الدراسية
- العلاج الطبيعي
- التمريض
- الصيدلة والتصنيع الدوائية
- الطب البشري
- طب وجراحة الفم
- تكنولوجيا المختبرات الطبية
- إدارة الأعمال والعلاقات الدولية وإدارة المشروعات الصغيرة والمتوسطة
- ريادة الأعمال وعلم الآثار والتراث
- التحليل المالي
- التكنولوجيا المالية
- برنامج الوسائط المتعددة الرقمية
- هندسة البناء
- العمارة البيئية والعمران
- المعلوماتية الطبية
- هندسة الميكاترونكس والأتمتة
- هندسة الروبوتات
- الإدارة المتكاملة للأراضي والمياه
- العلوم الحضرية والتخطيط مع علوم الكمبيوتر
- هندسة الفضاء والطيران
- هندسة نظم الاتصالات
- الجيومعلوماتية
- الذكاء الاصطناعي وعلوم البيانات
- هندسة المواد وإدارة التصنيع
- الهندسة الطبية
- إدارة مشروعات
- شبكات الحاسب والأمن السيبراني